# Franky Douglas
Franky Douglas (Willemstad, 22 oktober 1948) is een Curaçaos gitarist en modern-creative-componist. In 1994 kreeg hij de VPRO/Boy Edgar Prijs voor zijn oeuvre.

## Loopbaan
Douglas bracht zijn kindertijd op Curaçao door en kwam in 1962 naar Nederland, waar hij van 1963 tot 1965 het Amsterdamsch Conservatorium volgde. Hierna toerde hij met de soul-groep The Needles door Europa en richtte hij in 1969 met Raoul Burnett de groep Summer 70 op, later ook bekend als Reality, waarmee hij zijn eerste instrumentale composities op de lp's van Reality en Tony & Reality uitvoerde. In 1972 richtte hij de groep Solat op, die zang van Lilian Jackson, zijn zus Mildred Douglas, en Billy Jones combineerde met improvisatie. De groep speelde later ook met Hans Dulfer die de groepsnaam wijzigde in De Perikels. Rond 1976 begon Douglas de groep Franky Douglas' Sunchild, waarin hij gecomponeerde en geïmproviseerde muziek, funk, jazz en hedendaagse muziek mengde met Afrikaanse en Caribische ritmes en melodieën. Leden vanaf het begin waren percussionist Raoul Burnett, drummer Alan Purves, bassist Ivor Mitchell, de saxofonist en klarinettist Michael Moore en later cellist Ernst Reijseger. In de jaren tachtig en jaren negentig bestond de groep naast Douglas uit Reijseger, Moore, pianist Mike del'Ferro of Glenn Gaddum, trombonist Wolter Wierbos, drummer Eddy Veldman of Michael Vatcher, saxofonist Franklin Caesar, bassist Lesley Joseph of Eric Calmes, percussionist Robbie Gilles en trompettist Eric Boeren.
In 1994 verscheen de cd The Visions Project op zijn eigen Sunchild-label, met als gasten Mildred Douglas (zang), Ronald Snijders (dwarsfluit) en Eric Calmes (basgitaar en contrabas), die tijdens het North Sea Jazz Festival 1993 live was opgenomen. In 1998 volgde de tweede in eigen beheer opgenomen cd On the Roof, met als gasten onder anderen Tony Shearman, Iwan van Hetten (trompet) en Jarmo Hoogendijk.
In de jaren zeventig en jaren tachtig jaren speelde Douglas ook als gitarist en componist bij Hans Dulfer en de Perikels en Solat, als gitarist en componist in het Surinam Music Ensemble, en als gitarist bij Ronald Snijders Black Straight Music. Verder trad hij op als oprichter, componist en gitarist met The Mai Tai Band, met onder andere Mildred Douglas, Jochem Fluitsma (gitaar), Bennie Baan en Eric van Tijn (toetsinstrumenten). Hij toerde als gitarist door Rusland, Mongolië, China en Indonesië als lid van het gitaristenseptet The Seven Slowhands met onder anderen Hans Croon, Klaas ten Holt, Vincent van Warmerdam en Corrie van Binsbergen. Douglas schreef in 1988 in opdracht van de NOS de 9-delige suite "A nameless Vision", en voerde die in première uit op het NOS Jazzfestival 1988 in De Meervaart te Amsterdam met als gasten Herb Robertson (trompet) uit New York en Sean Bergin (tenorsaxofoon, fluit) uit Zuid-Afrika. Hij componeerde en speelde ook bij Viva La Black, de band van de Zuid-Afrikaanse drummer Louis Moholo, met Paul Rogers (bas), Thebi Lipere (percussie) en Sean Bergin; dit resulteerde in de cd Viva la Black van Louis Moholo.
Douglas ging zich echter steeds meer toeleggen op het uitvoeren van zijn eigen werk. Een belangrijke aansporing daartoe vormden de samenwerking in oktober 1987 met onder anderen Cecil Taylor, John Zorn, Frank Wright, Michael Moore, Sean Bergin en Gerald Veasley tijdens concerten in het Concertgebouw en in het Bimhuis. In 1989 speelde Douglas op uitnodiging van Cecil Taylor een inmiddels legendarisch geworden concert tijdens de Summer Sessions 1989 van het Bimhuis, met het Cecil Taylor Trio met Sunny Murray.
In de 21e eeuw trad hij veelvoudig internationaal op met onder andere zijn eigen groep Franky Douglas' Sunchild en de groep The Mob van Sean Bergin, met wie hij ook al jaren als duo optrad en een vijftal cd's opnam; met de zangers Phil Minton en Louis Moholo, en pianist Curtis Clarck. Ook speelde hij met Sean Bergin's Nansika. Met dit kwintet werd in Zwitserland de cd Nansika opgenomen. Douglas speelde ook internationaal met de cellist Ernst Reijseger als duo, trio, of kwartet, aangevuld met de saxofonist Michael Moore, bassist Lesley Joseph en percussionist Nippy Noya, of Eddy Veldman op drums. Ook speelde maakte Douglas in Berlijn met het Cecil Taylor Quartet, met Andrew Cyrille en cellist Tristan Honsinger. Live-opnamen van het concert op 4 november 1999 werden uitgebracht op de cd Incarnation. Douglas speelde in het Bimhuis zijn compositie "Seven Times around the World" met het jazzorkest van het Concertgebouw op een feestje van het Fonds voor de Scheppende Toonkunst waarvan hij een aantal opdrachten had gekregen, en deed in 2004 een project met de Senegalese zanger en percussionist Mola Sylla en percussionist Serign M`Gueu en saxofonist Praful Schröder, wat resulteerde in de live cd Societé Tous Les Couleurs.

## Discografie
- 1994 - The Visions Project (L-FDS093), Sunchild-label
- 1998 - On the Roof (S-FDS098), Sunchild-label